# (134568) 1999 RH215
(134568) 1999 RH215 est un objet transneptunien en résonance 4:7 avec Neptune.

## Caractéristiques
1999 RH215 mesure environ 106 km de diamètre.

## Orbite
L'orbite de 1999 RH215 possède un demi-grand axe de 43,909 ua et une période orbitale d'environ 291 ans. Son périhélie l'amène à 37,149 ua du Soleil et son aphélie l'en éloigne de 50,668 ua. Il possède une résonance 4:7 avec Neptune.

## Découverte
1999 RH215 a été découvert le 7 septembre 1999.